# William Faulkner
William Faulkner [fókner] (s polnim imenom William Cuthbert Faulkner), ameriški pisatelj in Nobelovec, * 25. september 1897, New Albany, Misisipi, † 6. julij 1962, Oxford, Misisipi.

## Življenje in delo
Rodil se je v družini obubožanega lastnika plantaže. Študiral je na univerzi, sodeloval v 1. svetovni vojni v letalstvu in bil v Franciji težko ranjen. Po vrnitvi se je preživljal kot pleskar, mizar, poštar in knjigarnar v New Yorku. Prvi velik uspeh je dosegel z novelo Svetišče, z »najbolj grozljivo zgodbo, kot sem si jo le mogel izmisliti«, ki jo je napisal, da bi zaslužil denar, ki ga z drugimi boljšimi deli ni mogel dobiti. Po prvih književnih uspehih si je kupil v Oxfordu (Misisipi) farmo na kateri je živel do smrti. Njegovo obsežno književno delo vključuje poleg mladostnih pesmi predvsem romane in novele. Njegovi romani so predvsem obsežna zgodovinska, socialna in moralna kronika ameriškega Juga, od državljanske vojne do novejših časov. V središču stojijo problemi bivših plantažnih družin, ki v usodah svojih članov tragično zapadejo v razvrat, degeneracijo in zločin, pa tudi položaj črncev in rasno sovraštvo. Ta snov mu daje predvsem kot sredstvo za globljo analizo človekovega obstoja, dobrega in zla, tragike in očiščenja. Obliko svojih romanov je v veliki meri naslonil na pridobitve Jamesa Joycea in izpopolnil slog moderne proze. Za svoje delo je prejel: leta 1949 Nobelovo nagrado za književnost in 1955 Pulitzerjevo nagrado. Več njegovih del je prevedenih tudi v slovenščino.  

## Izbrana bibliografija
- Vojakovo plačilo (Soldier's Pay, 1926)
- Sartoris (1929)
- Krik in bes (The Sound and the Fury, 1929) (COBISS)
- V smrtni uri (As i Lay Dying, 1930) (COBISS)
- Svetišče (Sanctuary, 1931)
- Svetloba v avgustu (Light in August, 1932) (COBISS)
- Absalom, Absalom! (1936) (COBISS)
- Nepremagani (The Unvanquished, 1938)
- Divje palme in starec (The Wild Palms and Old Man, 1939)
- Vas (The Hamlet, 1940)
- Ne moti prahu (Intruder in the Dust, 1948) (COBISS)
- Rekvijem za nuno (Requiem for a Nun, 1952)
- Legenda (A Fable, 1955)
- Mesto (The Town, 1957)
- Graščina (The Manstion, 1959)
- Zlikovci (The Reivers, 1968) (COBISS)
- Snobovi (COBISS)